# Zbigniew Kiciński

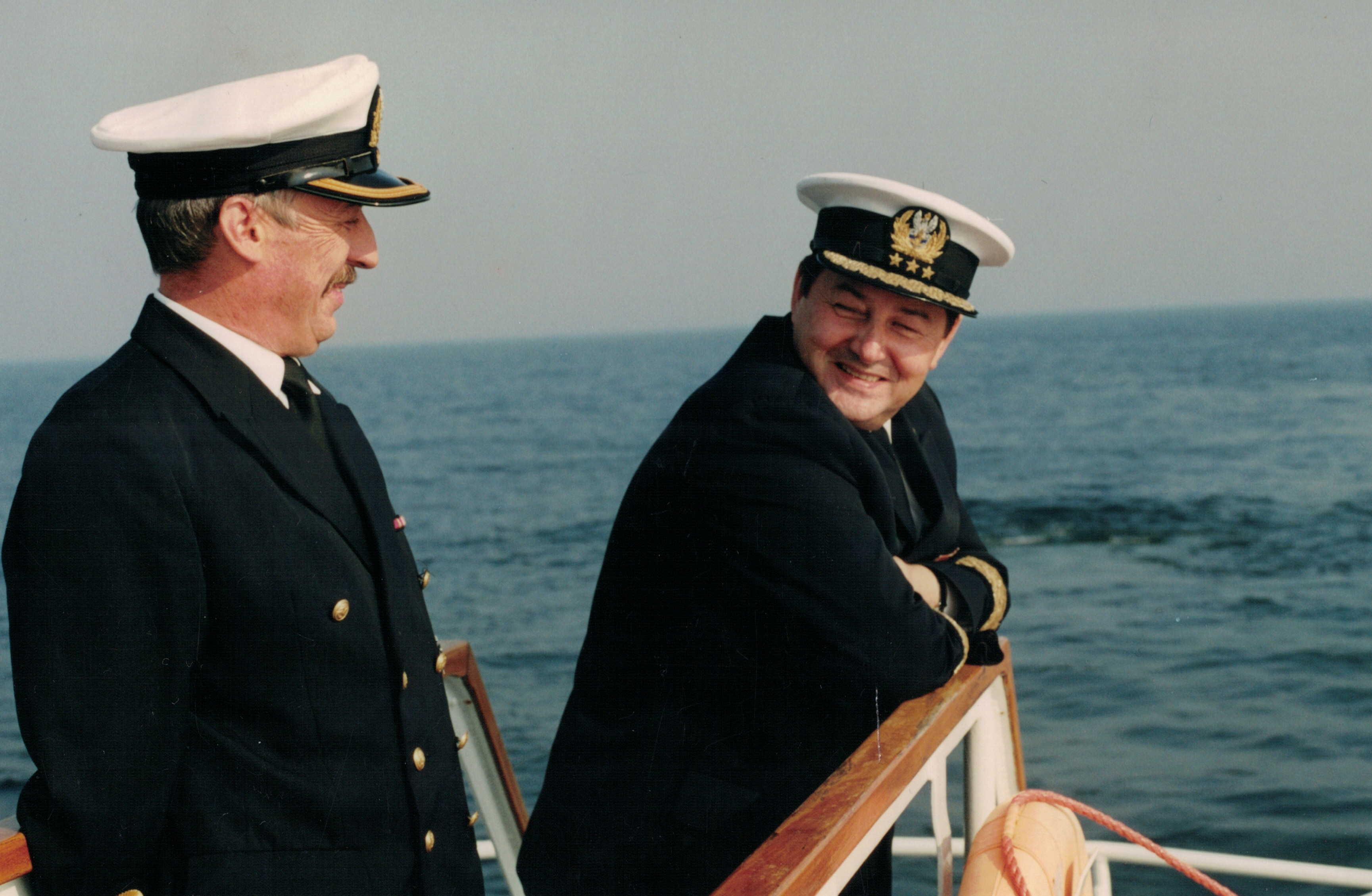
Z dowódcą MW admirałem Ryszardem Łukasikiem na pokładzie motorówki "M-1"

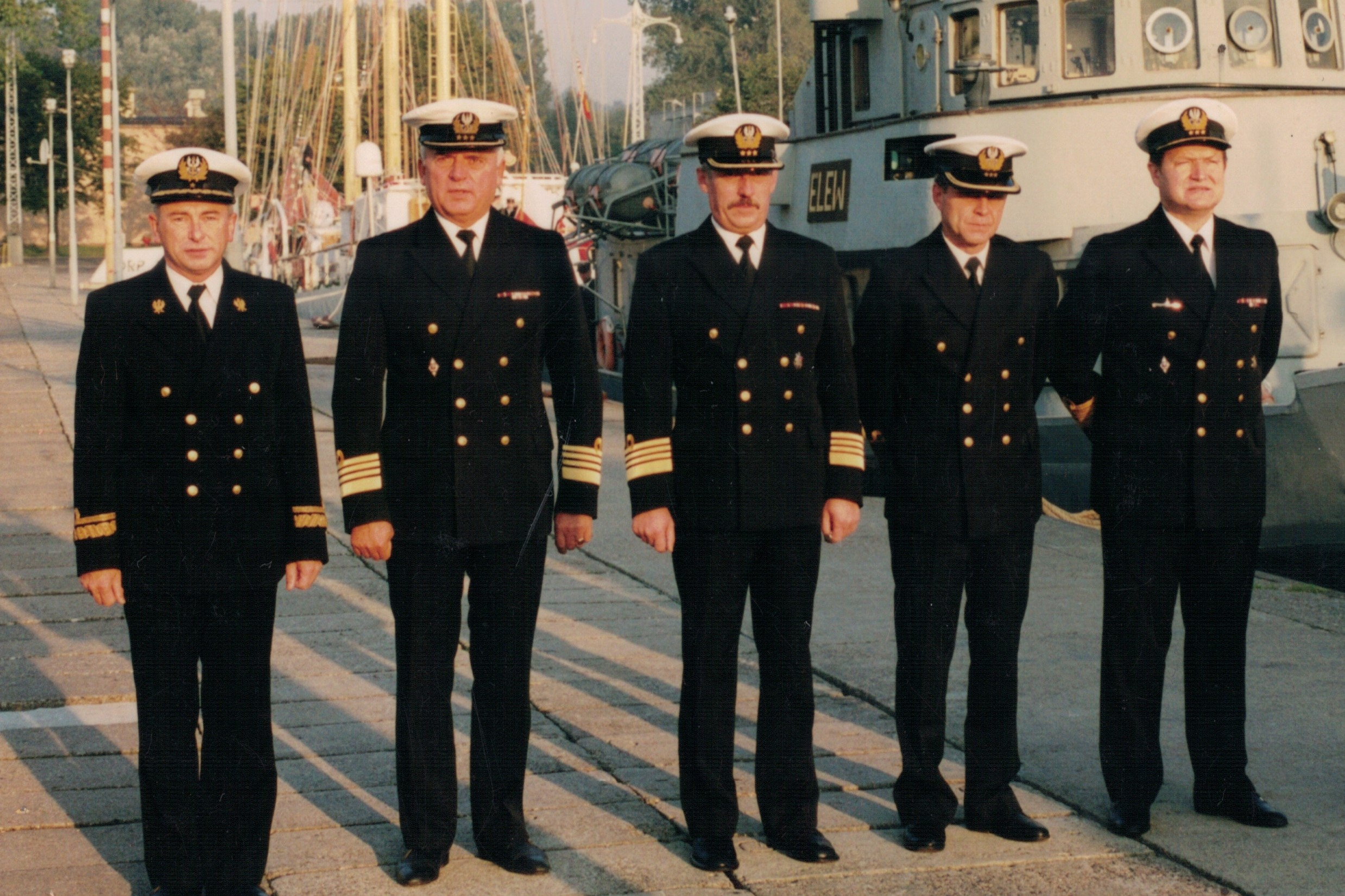
Dowódca 3 Flotylli Okrętów kontradm. M. Węglewski i jego trzej zastępcy (od prawej): kmdr kmdr Cz. Dyrcz, T. Cesarz, Z. Kiciński. Drugi z lewej kmdr Z. Żmuda.

Zbigniew Kiciński (ur. 10 lipca 1953 w Toruniu, zm. 12 sierpnia 2011 w Gdyni) – polski dowódca wojskowy, oficer sztabowy, komandor dyplomowany, inżynier nawigator, zastępca dowódcy 3 Flotylli Okrętów (1999-2002), szef Zarządu Dowodzenia i Łączności Marynarki Wojennej (2002-2004).

## Wykształcenie
Zbigniew Jan Kiciński urodził się 10 lipca 1953 w Toruniu. Był synem Bolesława, również oficera wojska, oraz Haliny, z zawodu księgowej. Miał brata oraz siostrę. W drugiej połowie lat 50. przeprowadził się z rodziną do Gdyni, gdzie ukończył Szkołę Podstawową nr 18 oraz II Liceum Ogólnokształcące im. Adama Mickiewicza.
Po zdaniu egzaminu dojrzałości w 1972 został przyjęty na Wydział Dowódczy Wyższej Szkoły Marynarki Wojennej im. Bohaterów Westerplatte. Studia ukończył z wyróżnieniem w 1976 na podstawie pracy inżynierskiej z zakresu uzbrojenia torpedowego. Formalnie na etacie uczelni pozostawał do 1977, odbywając w tym czasie asystenturę okrętową na jednostkach pływających w 3 Flotylli Okrętów. Do Wyższej Szkoły Marynarki Wojennej powrócił po czterech latach, będąc dowódcą okrętu, w związku ze skierowaniem na Wyższy Kurs Doskonalenia Oficerów (1981–1982).
W 1983 został oddelegowany do Związku Radzieckiego na studia II stopnia. Był słuchaczem grupy dowódczo-sztabowej w Akademii Marynarki Wojennej im. marsz. Związku Radzieckiego A.A. Greczki w Leningradzie. Studia ukończył w 1985, uzyskując tytuł oficera dyplomowanego.
Przemiany ustrojowe w Polsce po 1989 umożliwiły nawiązanie relacji z uczelniami wojskowymi państw NATO. W tym okresie zapadła decyzja o wysłaniu kmdr. por. Zbigniewa Kicińskiego na studia podyplomowe do Wielkiej Brytanii, gdzie ukończył Royal Naval Staff College w Greenwich (1994). Wcześniej, w ramach przygotowań do wyjazdu, odbył roczny kurs językowy przy Akademii Obrony Narodowej w Rembertowie.
Był również absolwentem studiów podyplomowych z zakresu zarządzania na Politechnice Gdańskiej. Posługiwał się biegle językiem rosyjskim i angielskim.

## Przebieg służby
W związku z ukończeniem Wyższej Szkoły Marynarki Wojennej z wyróżnieniem ppor. Zbigniew Kiciński mógł wybrać pierwszy przydział służbowy. Zgodnie z tematyką pracy inżynierskiej zdecydował się na kutry torpedowe. Pierwsze stanowisko – zastępcy dowódcy okrętu – objął na ORP „Bitny” (proj. 664) w 2 Dywizjonie Kutrów Rakietowo-Torpedowych (3 Flotylla Okrętów w Gdyni). W 1979 jeszcze jako podporucznik został dowódcą okrętu na bliźniaczym kutrze ORP „Sprawny” w 1 Dywizjonie Kutrów-Rakietowo-Torpedowych. Dowodzona przez niego jednostka uzyskała w 1980 miano Najlepszego Okrętu Marynarki Wojennej w grupie okrętów bojowych. Podczas dowodzenia „Sprawnym” w 1982 por. Zbigniew Kiciński otrzymał w drodze wyróżnienia przyspieszony awans na stopień kapitana marynarki.
Po powrocie ze studiów w Akademii Marynarki Wojennej ZSRR w 1985 wyznaczano go na szefa sztabu – zastępcę dowódcy 1 Dywizjonu Kutrów Rakietowo-Torpedowych. Od 1988 pełnił obowiązki dowódcy tego dywizjonu, w skład którego wchodziło wówczas 7 kutrów rakietowych projektu 205. Na początku 1990 przejął po kmdr. ppor. Michale Michalskim dowództwo nad 2 Dywizjonem Kutrów Rakietowo-Torpedowych (4 małe okręty rakietowe projektu 1241RE). W 1992 dowodzona przez kmdr. por. Zbigniewa Kicińskiego jednostka została przemianowana na 2 Dywizjon Okrętów Rakietowych. Rok później został szefem Wydziału Operacyjnego – zastępcą szefa Sztabu 3 Flotylli Okrętów. W dniu Święta Wojska Polskiego 15 sierpnia 1995 otrzymał awans na stopień komandora.
W 1996 rozpoczął służbę w Sztabie Marynarki Wojennej w Gdyni. Początkowo, w ramach 12-miesięcznej praktyki sztabowej, objął stanowisko szefa Wydziału Analiz Ekonomiczno-Wojskowych w Oddziale Operacyjnym. Przed końcem praktyki został zatwierdzony na tym stanowisku. Od 1998 do 1999 był szefem Wydziału Planowania Oddziału Operacyjnego.  W tym okresie z ramienia  Dowództwie Marynarki Wojennej  nadzorował i współtworzył dokumentację związaną z procesem włączenia Polski w struktury NATO w 1999. Z tego powodu wielokrotnie uczestniczył w odprawach w Sztabie Generalnym Wojska Polskiego w Warszawie.
Za udział w stworzeniu pierwszego polskiego Kwestionariusza Planowania Obronnego DPQ (ang. Defence Planning Questionnaire) został 13 października 1997 wyróżniony przez dr. Andrzeja Karkoszkę, wiceministra obrony narodowej i zastępcę głównego negocjatora członkostwa Polski w NATO. Wcześniej, postanowieniem Prezydenta Rzeczypospolitej Polskiej z 7 lipca 1997, otrzymał Złoty Krzyż Zasługi.
1 marca 1999 powrócił do 3 Flotylli Okrętów na stanowisko szefa sztabu – I zastępcy dowódcy. Po utworzeniu na początku 2002 odrębnego etatu zastępcy dowódcy, pozostał szefem sztabu. Do końca jego służby jako szefa Sztabu 3 Flotylli Okrętów stanowisko zastępcy dowódcy nie zostało obsadzone, w związku z czym nadal sprawował tę funkcję. Dwukrotnie przez okres kilku miesięcy pełnił obowiązki dowódcy flotylli pod nieobecność kontradm. Macieja Węglewskiego.
W marcu 2000 udał się do Naval Station Norfolk w Stanach Zjednoczonych, gdzie dowódca Marynarki Wojennej adm. Ryszard Łukasik powierzył mu przewodniczenie komisji odbioru od US Navy fregaty rakietowej  USS „Clark” (FFG-11) typu Oliver Hazard Perry, późniejszego ORP "Generał Kazimierz Pułaski" (formalnie akt przekazania podpisał przybyły na uroczystość podniesienia bandery szef Logistyki MW kontradm. Zbigniew Popek). Był to pierwszy okręt przekazany przez państwo NATO, który został wcielony do polskiej Marynatki Wojennej.
1 lipca 2002 kmdr Zbigniew Kiciński objął swoje ostatnie stanowisko w karierze – szefa Zarządu Dowodzenia i Łączności G-6 w Sztabie Marynarki Wojennej. W dniu 31 stycznia 2004 zakończył zawodową służbę wojskową po niespełna 28 latach, z czego ponad 22 latach w jednostkach liniowych. Został pożegnany przez dowódcę MW adm. floty Romana Krzyżelewskiego, szefa Sztabu MW kontradm. Henryka Sołkiewicza oraz szefa Generalnego Zarządu Dowodzenia i Łączności P-6 SGWP gen. dyw. Wojciecha Kubiaka.

## Wykaz stanowisk
| Data objęcia         | Jednostka wojskowa                      | Stanowisko                                    | Stopień etatowy                        |
| -------------------- | --------------------------------------- | --------------------------------------------- | -------------------------------------- |
| 15 lipca 1972        | Wyższa Szkoła Marynarki Wojennej        | podchorąży                                    | nie dotyczy                            |
| 27 września 1976     | Wyższa Szkoła Marynarki Wojennej        | asystent okrętowy                             | nie dotyczy                            |
| 30 kwietnia 1977     | 2 Dywizjon Kutrów Rakietowo-Torpedowych | zastępca dowódcy ORP „Bitny”                  | kpt. mar.                              |
| 16 listopada 1979    | 1 Dywizjon Kutrów Rakietowo-Torpedowych | dowódca ORP „Sprawny”                         | kmdr ppor.                             |
| 1 października 1981  | Wyższa Szkoła Marynarki Wojennej        | słuchacz Wyższego Kursu Doskonalenia Oficerów | nie dotyczy                            |
| 1 kwietnia 1982      | 1 Dywizjon Kutrów Rakietowo-Torpedowych | dowódca ORP „Sprawny”                         | kmdr ppor.                             |
| 7 września 1983      | Akademia Marynarki Wojennej ZSRR        | słuchacz grupy dowódczo-sztabowej             | nie dotyczy                            |
| 12 sierpnia 1985     | 1 Dywizjon Kutrów Rakietowo-Torpedowych | szef sztabu – zastępca dowódcy                | kmdr por.                              |
| 28 listopada 1988    | 1 Dywizjon Kutrów Rakietowo-Torpedowych | p.o. dowódca                                  | kmdr por. / kmdr                       |
| 22 stycznia 1990     | 2 Dywizjon Kutrów Rakietowo-Torpedowych | dowódca                                       | kmdr por. / kmdr                       |
| 8 maja 1992          | 2 Dywizjon Okrętów Rakietowych          | dowódca                                       | kmdr por. / kmdr                       |
| 1 marca 1993         | 3 Flotylla Okrętów                      | zastępca szefa sztabu                         | kmdr                                   |
| 18 września 1996     | Dowództwo Marynarki Wojennej            | szef Wydziału Analiz Ekonomiczno-Wojskowych   | kmdr                                   |
| 26 stycznia 1998     | Dowództwo Marynarki Wojennej            | szef Wydziału Planowania                      | kmdr                                   |
| 1 marca 1999         | 3 Flotylla Okrętów                      | szef sztabu – zastępca dowódcy                | kmdr                                   |
| 28 lutego 2002       | 3 Flotylla Okrętów                      | szef sztabu                                   | kmdr                                   |
| 1 lipca 2002         | Dowództwo Marynarki Wojennej            | szef Zarządu Dowodzenia i Łączności           | kontradm.                              |
| 29 października 2003 | Dowództwo Marynarki Wojennej            | szef Zarządu Dowodzenia i Łączności           | kmdr                                   |
| 31 stycznia 2004     | zakończenie zawodowej służby wojskowej  | zakończenie zawodowej służby wojskowej        | zakończenie zawodowej służby wojskowej |

## Awanse oficerskie

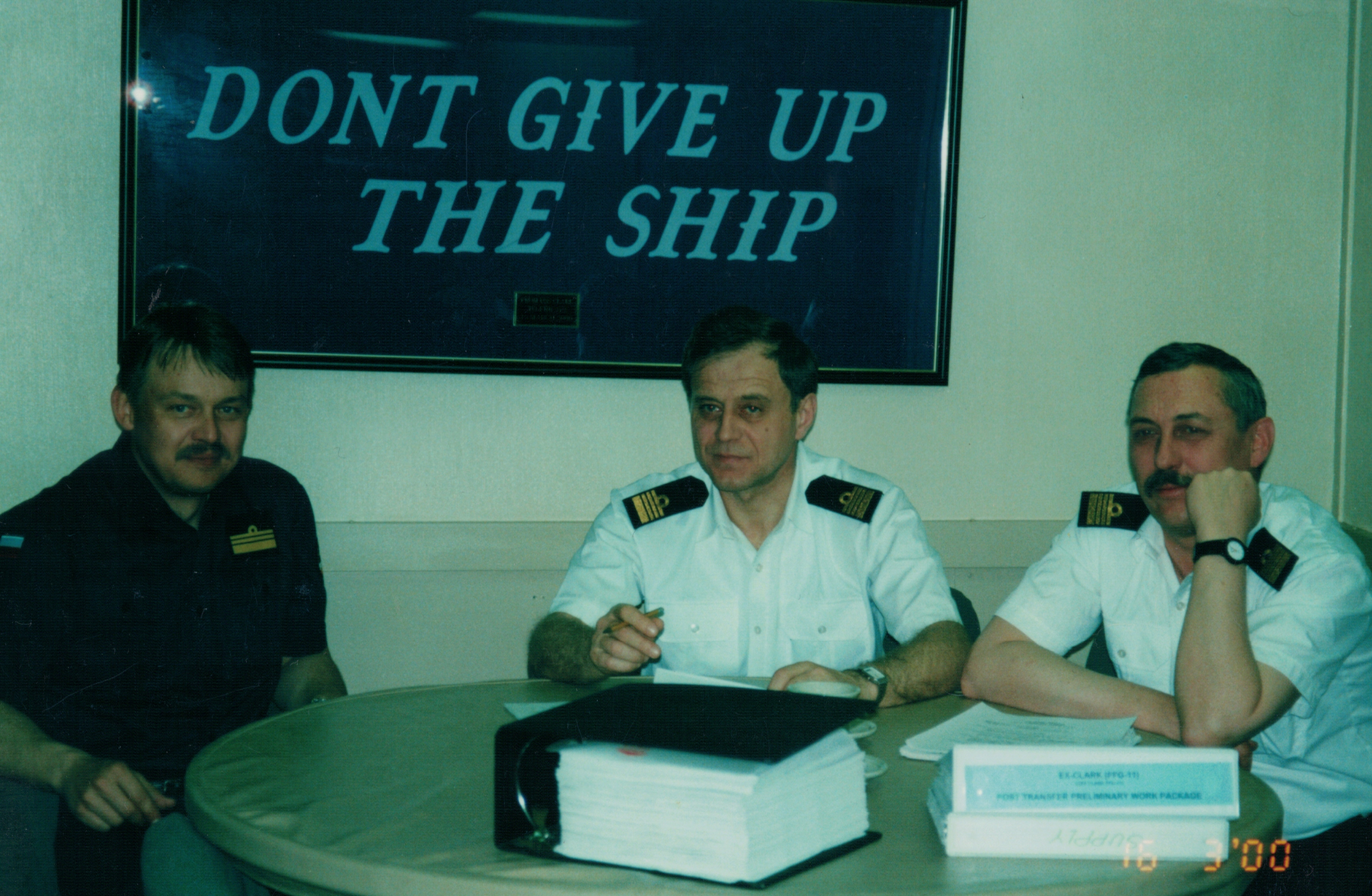
W mesie podczas przejmowania ORP "Gen. K. Pułaski" w Norfolk. Od lewej: kmdr por. M. Amroziak (dowódca okrętu), kmdr T. Cesarz, kmdr Z. Kiciński.

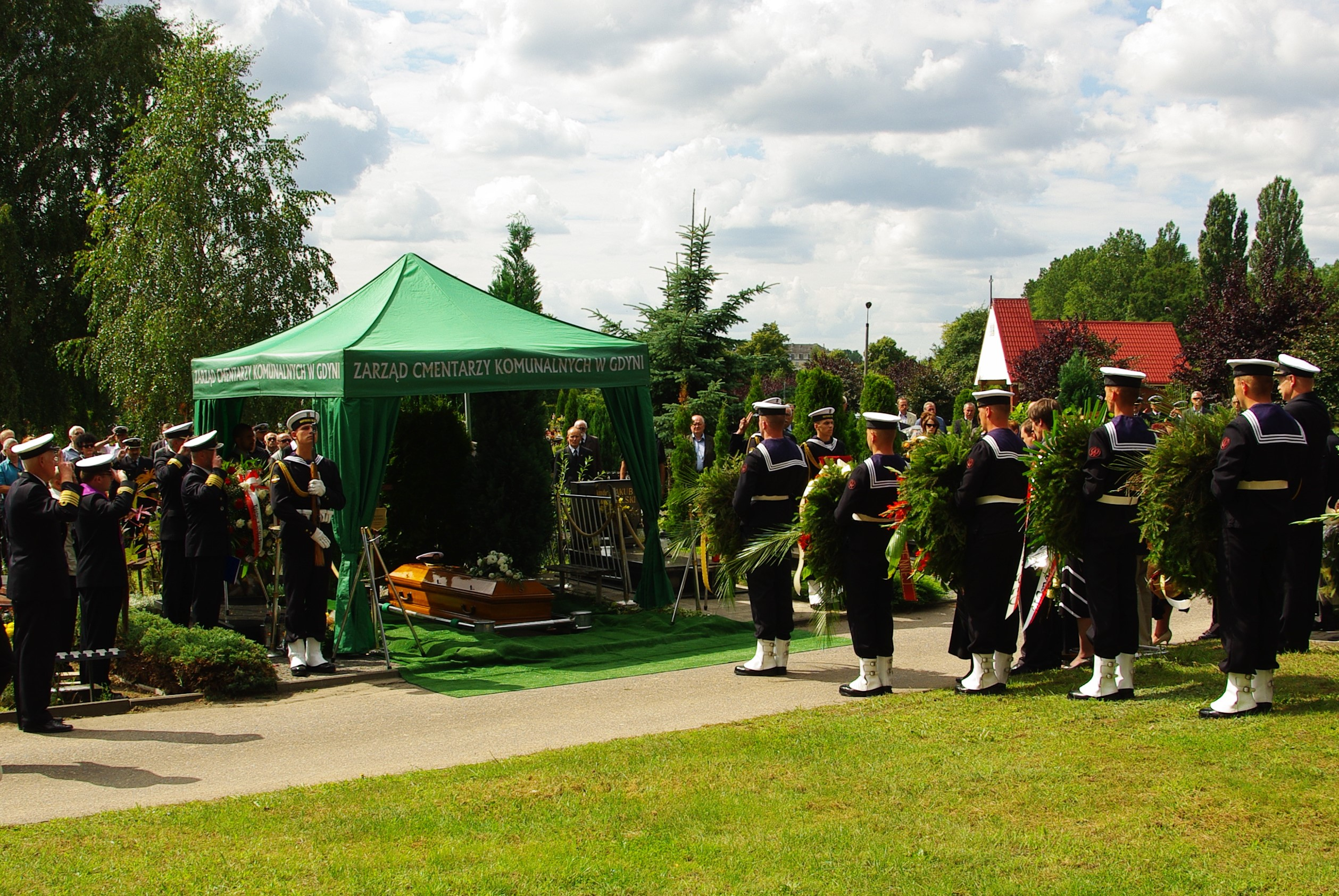
Pogrzeb kmdr. Zbigniewa Kicińskiego

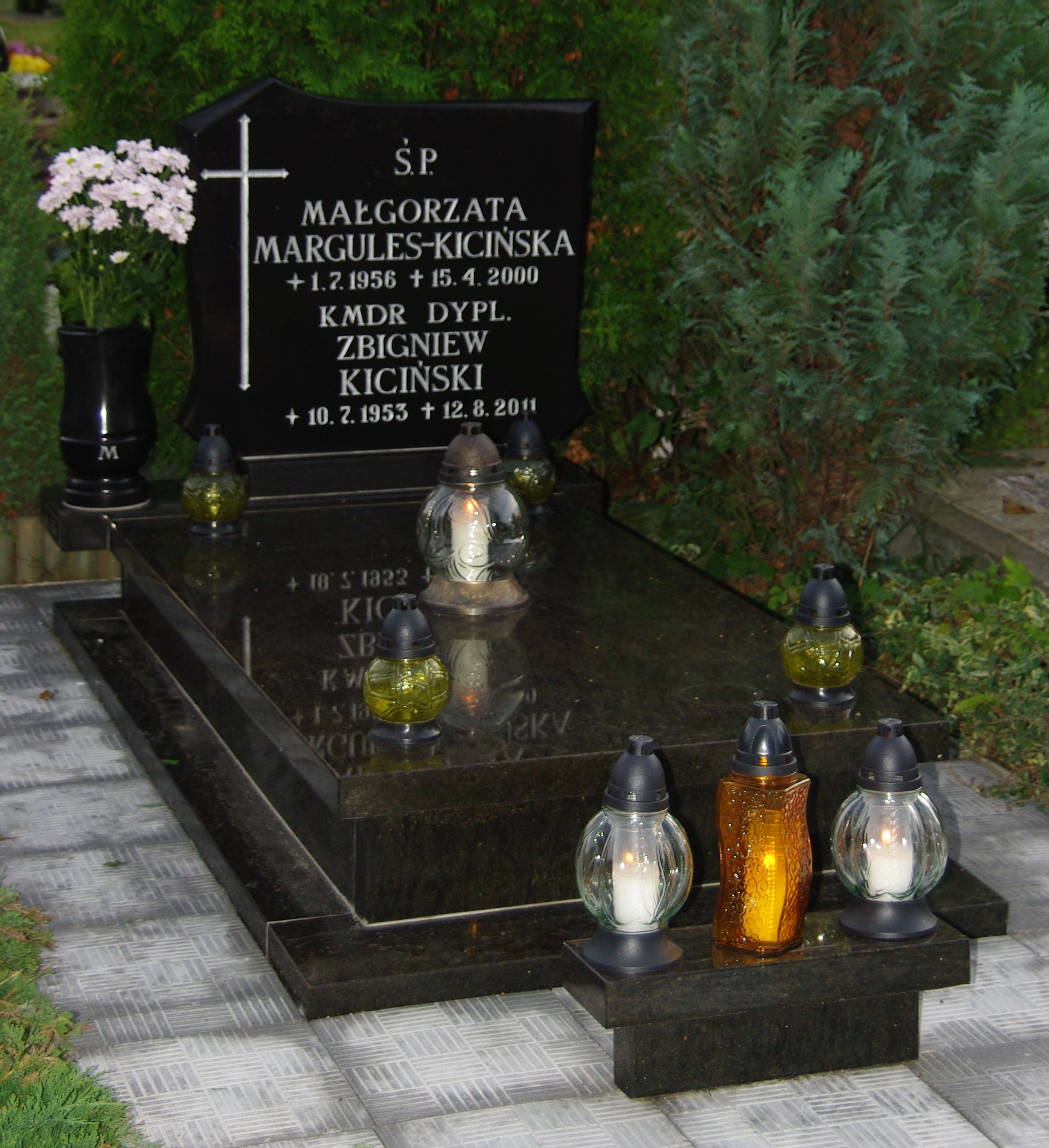
Grób Małgorzaty i Zbigniewa Kicińskich

- podporucznik marynarki – 1976
- porucznik marynarki – 1979
- kapitan marynarki – 1982
- komandor podporucznik – 1987
- komandor porucznik – 1991
- komandor – 1995

## Odznaczenia
- Złoty Krzyż Zasługi
- Srebrny Krzyż Zasługi
- Złoty Medal „Siły Zbrojne w Służbie Ojczyzny”
- Srebrny Medal „Siły Zbrojne w Służbie Ojczyzny”
- Brązowy Medal „Siły Zbrojne w Służbie Ojczyzny”
- Złoty Medal „Za zasługi dla obronności kraju”
- Srebrny Medal „Za zasługi dla obronności kraju”
- Brązowy Medal „Za zasługi dla obronności kraju”
- Medal „Za Zasługi dla Marynarki Wojennej PRL”
- Odznaka Pamiątkowa Marynarki Wojennej RP
- Srebrny Medal „Za Zasługi dla Ligi Obrony Kraju”

## Życie prywatne
Jego ojciec Bolesław (1924–1985) służył w Oficerskiej Szkole Artylerii, a następnie w Szefostwie Wojsk Chemicznych Marynarki Wojennej, gdzie zakończył służbę w stopniu komandora porucznika. Brat Wiesław (ur. 1952) był oficerem wojska w stopniu komandora, profesorem Akademii Marynarki Wojennej i Uniwersytetu Mikołaja Kopernika. Zbigniew Kiciński miał również siostrę Hannę (1958–2008), wieloletniego pracownika Centrum Techniki Morskiej.
Był żonaty z Małgorzatą z domu Margules (1956–2000), magister rehabilitacji i nauczycielką wychowania fizycznego. W 1985 urodził im się syn Jakub.
W lipcu 2010 zdiagnozowano u niego zaawansowanego glejaka wielopostaciowego. Przeszedł dwie operacje neurochirurgiczne w Gdańskim Uniwersytecie Medycznym. Zmarł w wyniku rozwoju choroby nowotworowej 12 sierpnia 2011 w Hospicjum św. Wawrzyńca w Gdyni.
Został pochowany 17 sierpnia 2011 na Cmentarzu Marynarki Wojennej w Gdyni, w asyście Kompanii i Orkiestry Reprezentacyjnej Marynarki Wojennej. W pogrzebie uczestniczyli m.in. byli dowódcy Marynarki Wojennej, admirałowie Ryszard Łukasik i Roman Krzyżelewski.